# NN-163
La carretera NN‑163 es una vía departamental secundaria ubicada en el departamento de Managua. Conecta la comunidad de San Isidro de la Cruz Verde con El Crucero, facilitando el acceso entre sectores rurales del sur del municipio.

## Trazado y cruces
| km  | Localidad / Punto           | Departamento | Conexión / Ruta |
| --- | --------------------------- | ------------ | --------------- |
| 0,0 | El Crucero                  | Managua      | NIC 23 , NN 162 |
| 1,8 | Los Robles                  | Managua      | Calle rural     |
| 4,6 | San Isidro de la Cruz Verde | Managua      | Calle local     |

## Coordenadas
Uno de los tramos de la NN‑163 puede ser encontrado en las coordenadas: 12°03′00″N 86°14′42″O / 12.0501, -86.2449